# Tropischyrocerus pugilis
Tropischyrocerus pugilis is een vlokreeftensoort uit de familie van de Ischyroceridae. De wetenschappelijke naam van de soort is voor het eerst geldig gepubliceerd in 2009 door Just.